# Aloe dyeri
Aloe dyeri es una  especie de Aloe nativa de  Sudáfrica.

## Descripción
Es una planta usualmente solitaria, sin tallo o de tallo corto, de 400-700 mm de altura.excluida la inflorescencia. Con hojas ascendente o arqueadas de  400-700 x 45-150 mm, la superficie canalizada, en la parte superior, por lo general, con una cantidad variable de manchas blancas pequeñas, irregulares o de bandas transversales onduladas, la superficie inferior con mayor abundancia y frecuencia que las superiores. Las inflorescencias con 15-50 ramas que alcanzan los 1,5-2,0 m de altura; en forma de racimos cilíndricos, laxos; con brácteas acuminadas deltoides. Las flores brillantes de color rojo ladrillo, de 25-35 mm de largo.

## Distribución
Aloe dyeri se encuentra en el sureste de la Provincia de Limpopo, en Mpumalanga y Suazilandia, también en Mozambique. Se produce en la sombra en el bosque espinoso en kloofs piedra a baja altura sobre el acantilado de Mpumalanga y Suazilandia, en posiciones similares en las montañas de la Cordillera Lebombo, o en pastizales pedregosos protegida del sol de mediodía y  por la tarde.

## Hábitat
Esta es la especie más grande en la sección, con rosetas que alcanza los 2 m de diámetro e inflorescencias de hasta 2 m de altura. Las hojas son a menudo arqueadas.

## Taxonomía
Aloe dyeri fue descrita por Schönland y publicado en  Fl. Pl. Africa 26: 1016, en el año 1947.
Etimología
Ver: Aloe
dyeri: epíteto otorgado en honor del botánico inglés William Turner Thiselton-Dyer.